# Дунрей
Дунрей (англ. Dounreay) — британский центр ядерно-энергетических разработок, включающий ядерно-энергетические установки на быстрых нейтронах.
Центр расположен на побережье Атлантического океана в 9 милях на запад от городка Терсо области Хайленд на севере Шотландии.
Центр ядерно-энергетических разработок был создан в 1955 году в первую очередь для исследования технологий реакторов-размножителей на быстрых нейтронах (FBR). Центр находился под управлением Агентства Великобритании по атомной энергии (UKAEA). В Дунрее были построены 3 ядерных реактора: две ядерно-энергетические установки и исследовательский реактор. Место для размещения центра было выбрано из соображений безопасности в случае взрыва реактора.

## Реактор DMTR
Первый из реакторов в Дунрее предназначался для испытания материалов реактора (DMTR) и достиг критичности в мае 1958 года. Этот реактор использовался для проверки характеристик материалов в условиях интенсивного нейтронного облучения, особенно тех, которые предназначены для оболочек твэлов и других конструкционных элементов, используемых в реакторах на быстрых нейтронов. DMTR был закрыт в 1969 году, после того как работы по испытанию материалов были сосредоточены в лаборатории Харуэлл.

## Реактор DFR
Второй энергетический реактор на быстрых нейтронах (DFR) достиг критичности 14 ноября 1959 года. Реактор был построен внутри 139-футовой стальной сферы, которая все еще является характерной особенностью местного ландшафта. Установка генерировала 60 МВт тепловой энергии, вырабатывала электрическую энергию мощностью 14 МВт и была подключена к национальной сети 14 октября 1962 года. В 1977 году реактор был остановлен для вывода из эксплуатации.
DFR имел два контура с теплоносителем из натрий-калиевого сплава и 24 главных циркуляционных петель. Позже реактор использовался для проверки оксидных топлив для PFR и предоставлялся как экспериментальное пространство для поддержки зарубежных реакторов на быстрых нейтронах, программ развития топлива и ядерных материалов.

## Реактор PFR
Третий и последний эксплуатируемый UKAEA реактор на быстрых нейтронах (PFR) достиг критичности в 1974 году и начала поставлять электроэнергию в сеть в январе 1975 года. PFR был реактором бассейного типа на быстрых нейтронах, охлаждаемого жидким натрием с MOX-топливом. Электрическая мощность PFR составляла 250 МВт. Реактор был остановлен в 1994 году.

## Информация об энергоблоках
| Энергоблок | Тип реакторов | Мощность | Мощность | Начало строительства | Физпуск    | Подключение к сети | Ввод в эксплуатацию | Закрытие   |
| Энергоблок | Тип реакторов | Чистый   | Брутто   | Начало строительства | Физпуск    | Подключение к сети | Ввод в эксплуатацию | Закрытие   |
| ---------- | ------------- | -------- | -------- | -------------------- | ---------- | ------------------ | ------------------- | ---------- |
| Дунрей DFR | FBR           | 11 МВт   | 15 МВт   | 01.03.1955           | 14.11.1959 | 01.10.1962         | 01.10.1962          | 01.03.1977 |
| Дунрей PFR | FBR           | 234 МВт  | 250 МВт  | 01.01.1966           | 01.03.1974 | 10.01.1975         | 01.07.1976          | 31.03.1994 |